# 2006 Polonskaya
2006 Polonskaya este un asteroid din centura principală, descoperit pe 22 septembrie 1973 de Nikolai Cernîh.